# Highway : Rodando la aventura
Highway: Rodando la aventura est une série télévisée argentine produite par Disney Channel Latin America.

## Histoire
C'est l'histoire de 8 adolescents qui veulent aller voir leur groupe préféré, les "Whats Hats", qui donne un concert dans une autre ville. Et en plus du concert, il y a un concours pour pouvoir chanter à leur concert. Ils partent en bus avec Richard, le père d'une des filles. Ils vont rencontrer beaucoup de personnes différentes durant leur voyage pour arriver à temps au concert.

## Personnages
Les noms des personnages sont formés grâce aux prénoms des acteurs.
Clari : Clara Alonso
Migue : Migue González
Walter : Walter bruno
Vale : Valeria Baroni
Vane : Vanessa Andreu
Paulina : Paulina Holquín
Dani : Daniel Martins
Roger : Roger González